# 于兹
于兹（法語：Uz）是法国上比利牛斯省的一个市镇，位于该省西南部，属于阿热莱斯加佐斯特区。该市镇总面积2.45平方公里，2009年时的人口为35人。

## 人口
于兹人口变化图示